# Bert Haanstra Oeuvreprijs
De Bert Haanstra Oeuvreprijs van de Nederlandse film is in 1996 ingesteld door het Nederlands Fonds voor de Film. Filmmaker Bert Haanstra ontving de prijs, die destijds nog Oeuvreprijs heette, als eerste. Sindsdien wordt de prijs Bert Haanstra Oeuvreprijs genoemd. Aan de prijs is een geldbedrag verbonden; in 2004 bedroeg dit 45 duizend euro (2009: 50.000).

## Winnaars
- Bert Haanstra (1996)
- Fons Rademakers (1998)
- Johan van der Keuken (2000)
- Paul Verhoeven (2004)
- Robby Müller (2009)